# Zaharivka, Vradiivka
Zaharivka (în ucraineană Захарівка) este un sat în comuna Ivanivka din raionul Vradiivka, regiunea Mîkolaiiv, Ucraina.

## Demografie
Componența lingvistică a localității Zaharivka
     Ucraineană (95,31%)
     Română (3,29%)
     Rusă (1,41%)
Conform recensământului din 2001, majoritatea populației localității Zaharivka era vorbitoare de ucraineană (95,31%), existând în minoritate și vorbitori de română (3,29%) și rusă (1,41%).